# 사서고생
《사서고생》은 대한민국의 여행 텔레비전 프로그램이다.

## 출연

### 시즌 1
- 박준형
- 정기고
- 소유
- 소진
- 렌

### 시즌 2
- 박준형
- 박산다라
- 은혁
- 딘딘
- JR